# Colágeno

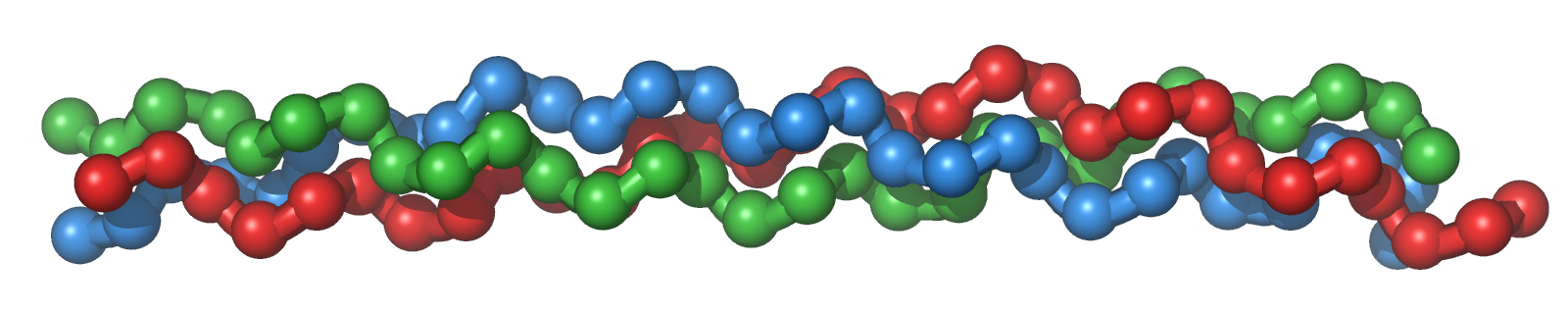
Representação da trípla hélice do colágeno.

O colágeno (português brasileiro) ou colagénio (português europeu) é uma proteína de importância fundamental na constituição da matriz extracelular do tecido conjuntivo, sendo responsável por grande parte de suas propriedades físicas.

## Características Gerais dos Colágenos
O colágeno é sintetizado intracelularmente em pequenas porções e exportado para fora da célula, onde, através da atuação de enzimas polimerizantes, é definido com a estrutura própria de colágeno, em hélice-tripla. Cada uma destas 3 "fitas" de proteínas são formadas quase inteiramente por  glicina (que representa 1/3 da sequência), prolina e lisina, como por mais dois aminoácidos que são modificados após serem colocados pelos ribossomos: a hidroxiprolina e a hidroxilisina. Esses dois últimos são derivados respectivamente da prolina e da lisina através de processos enzimáticos que são dependentes da vitamina C. Por esse motivo, a deficiência dessa vitamina leva ao escorbuto, uma doença relacionada a problemas na síntese do colágeno, causando hemorragia (vasos sanguíneos e pele possuem colágeno na sua constituição).
O colágeno ou gelatina, como conhecemos, é a classe mais abundante de proteínas do organismo humano e representa mais de 30% de sua proteína total, sendo obtidos industrialmente principalmente através dos bovinos.
A deficiência de colágeno no organismo denomina-se colagenoses, acarretando alguns problemas como má formação óssea, rigidez muscular, problemas com o crescimento, inflamação nas juntas musculares, doenças cutâneas, entre outros.
Todos os mamíferos fabricam o colágeno e seu uso se estende em diversas áreas de aplicação. No setor alimentício, ele é usado na fabricação de iogurtes, embutidos (salsichas, presunto, rosbife) e para sobremesas de fácil preparação (sobremesas de gelatinas, pudins, maria-mole, baianu´s e Pint), sendo também muito utilizado na área de cosméticos e produtos fármacos (cápsulas moles e duras são de gelatina obtida do processo de hidrólise parcial do colágeno, por exemplo).
O colágeno hidrolisado é o colágeno que passou por processo de hidrólise (hidros=água + lise=quebra) ou seja a grande cadeia proteica se quebra em um ponto, agregando uma molécula de água em sua estrutura. O processo de hidrólise mais comum utilizado pelas indústrias é através de enzimas específicas que garantem um tamanho mínimo desses fragmentos proteicos (normalmente próximo de 5000 Daltons). É justamente o tamanho do fragmento proteico que garante a absorção pelo organismo (cerca de 90%) através do trato intestinal, chegando facilmente à corrente sanguínea. Já a síntese de colágeno pelo corpo depende de fatores como a disponibilidade de vitaminas e minerais específicos de cada colágeno, além da necessidade do organismo em sintetizar aquele tipo de colágeno.
Como a maioria de sua estrutura é composta dos 3 tipos de aminoácidos já citados, o colágeno  é uma boa "fonte de proteínas", apesar de não oferecer todos os aminoácidos essenciais necessários à boa alimentação.

## Classificação quanto ao Tipo

### Tipos de colágeno

#### Colágeno Tipo I
É o mais comum; aparece nos tendões, na cartilagem fibrosa, no tecido conjuntivo frouxo comum, no tecido conjuntivo denso (onde  é predominante sobre os outros tipos), sempre formando fibras e feixes, ou seja, está presente nos ossos, tendões e pele. As espessas fibras de colágeno organizadas paralelamente são responsáveis pela grande resistência dos tendões.  

#### Colágeno Tipo II
É produzido por condrócitos, aparece na cartilagem hialina e na cartilagem elástica. Não produz feixes. Presente nos discos intervertebrais, olhos e cartilagem. A suplementação de Colágeno tipo II é indicado para tratamento de artrose, por ajudar a recompor a cartilagem das articulações. Atua na elasticidade e resistência da cartilagem.

#### Colágeno Tipo III
Presentes em músculo liso, endoneuro e nas trabéculas dos órgãos hematopoieticos (baço, nódulos linfáticos, medula óssea vermelha); artérias, fígado, útero e camadas musculares do intestino.Abundante no tecido conjuntivo frouxo, é encontrado na artéria aorta do coração, nos pulmões, nos músculos dos intestinos, fígado, no útero. Constitui as fibras reticulares.

#### Colágeno Tipo IV
Aparece na lâmina basal, um dos componentes da membrana basal dos epitélios. Presente nas lentes da cápsula ocular, glomérulos.
Colágeno Tipo V
Está presente na maioria dos tecidos localizados no interior, especialmente na cobertura de vários elementos funcionais do corpo, tais como órgãos. Sua missão é dar a essas partes do corpo o poder de esticar e resistir a todos os tipos de fatores.

#### Colágeno Tipo VI
Está presente no sangue, camada íntima da placenta.

#### Colágeno Tipo VII
Está presente nas membranas corioaminióticas e na placenta.

#### Colágeno Tipo VIII
Está presente no endodélio..

#### Colágeno Tipo IX
Ele tem a função de manter as células unidas e é o principal componente proteico de órgãos
<body>

#### Colágeno Tipo X, XI e XII
Está presente na cartilagem.

## Classificação quanto estrutura e função

### Colágeno que formam longas fibrilas
As fibrilas de colágeno são formadas pela agregação de moléculas de colágeno do tipo I, II, III, V e XI, que se agregam para formar fibrilas claramente visíveis ao microscópio eletrônico. O colágeno do tipo I é o mais abundante, sendo amplamente distribuído no organismo. Ele ocorre como estruturas classicamente denominadas de fibrilas de colágeno e que formam ossos, dentina, tendões, cápsulas de órgãos, derme etc.

### Colágenos associados a fibrilas
Colágenos associados a fibrilas são estruturas curtas que ligam as fibrilas de colágeno umas às outras e a outros componentes da matriz extra celular. Pertencem a este grupo os colágenos do tipo IX, XII e XIV.

### Colágeno que forma rede
O colágeno cujas moléculas se associam para formar uma rede é o colágeno do tipo IV . O tipo IV é um dos principais componentes estruturais das lâminas basais, onde tem o papel de aderência e de filtração. 

### Colágeno de Ancoragem
É do tipo VII e está presente nas fibrilas que ancoram as fibras de colágeno tipo I à lâmina basal.

### Colágeno líquido, cápsula ou pó
O colágeno hidrolisado pode ser encontrado na forma líquida, em cápsula ou pó. 
O colágeno em pó é o mais difundido entre as apresentações do produto devido à baixa atividade água (umidade normalmente próximo de 8%), o que garante uma estabilidade muito grande da proteína (chegando a 5 anos na embalagem original de fabricação). Esta apresentação em pó normalmente apresenta um preço mais baixo que as outras apresentações. Esta apresentação, quando vendido puro (sem aditivos ou sabor) requer uma melhor qualidade sensorial (sabor neutro).
As cápsulas de colágeno são o produto em pó, inserido na cápsula garantindo doses, normalmente miligramas do produto. É bastante útil para quem tem facilidades em ingerir capsulas e evita a necessidade de diluição. Esta apresentação permite utilizar um produto de baixa qualidade sensorial (sabor característico mais evidente). É necessário avaliar a dose/cápsula para analisar a relação custo/benefício.
O colágeno líquido pode ser obtido através da exclusão da etapa de secagem do colágeno hidrolisado ou da diluição do colágeno em pó. Normalmente essa apresentação requer a necessidade de conservantes e agentes de sabor. É necessário conferir a concentração do produto para analisar a relação custo/benefício.

## Biossíntese do Colágeno Tipo I
1.      De acordo com a codificação do RNAm, polirribossomos ligados à membrana do reticulo endoplasmático rugoso sintetizam cadeias polipeptídicas (preprocolágeno), que crescem para o interior das cisternas. Logo após a liberação da cadeia na cisterna do reticulo endoplasmático, o peptídeo sinal é quebrado, formando-se o procolágeno.
2.      À medida que estas cadeias (alfa) se formam, ocorre a hidroxilação de prolinas e de lisinas. Hidroxilisina e hidroxiprolina livres não são incorporadas às cadeias polipeptídicas. O processo de hidroxilação se inicia logo que a cadeia peptídica atinge certo comprimento e ainda está ligada ao ribossomo e prossegue após a sua liberação na cisterna do retículo. Duas enzimas são envolvidas neste processo: a prolina hidroxilase e a lisina hidroxilase.
3.      Tão logo a hidroxilisina se forma começa a sua glicosilação. Diferentes tipos de colágeno têm diferentes graus de glicosilação, porem todos eles possuem galactose ou glicosil galactose ligados à hidroxilisina. 
4.      Cada cadeia alfa é sintetizada com dois peptídeos de registro em cada uma das extremidades amino e carboxil. Uma das funções destes peptídeos é alinhar as cadeias peptídicas e por isto são chamados peptídeos de registro. Os peptídeos de registro garantem que as cadeias peptídicas se arranjem de maneira apropriada para formar a tríplice hélice que resulta na formação da molécula de procolágeno. Esta é uma molécula mais longa que o colágeno maduro, solúvel e que não se agrega, o que impede a formação de fibrilas de colágeno no interior da célula. O procolágeno é transportado em vesículas desde o Golgi até a membrana plasmática, de onde é exocitado para a matriz extracelular. Este processo depende de microtúbulos, que são um dos elementos do citoesqueleto.
5.      No meio extracelular , os peptídeos de registro são removidos por proteases específicas chamadas procolágenos peptidases. Sem os peptídeos de registro a molécula passa a ser chamada de tropocolágeno, sendo agora capaz de se polimerizar para formar fibrilas de colágeno. Os resíduos de hidroxiprolina formam pontes de hidrogênio entre as cadeias alfa, contribuindo para estabilizar a tríplice hélice do tropocolágeno.
6.      Nos colágenos tipo I e III as fibrilas se agregam espontaneamente, para formar fibras. Certos proteoglicanos (decorin, dibromodulin) e glicoproteínas estruturais desempenham papel importante na agregação do tropocolágeno, determinando a espessura e o padrão de agregação das fibrilas. 
7.      A estrutura fibrilar é reforçada pela formação de ligações covalentes entre as moléculas de tropocolágeno. Este processo é catalisado pela ação da enzima lisil oxidase (enzima que oxida a lisina), que também atua no espaço extracelular.

## Fibras de Colágeno Tipo I
As fibras colágenas clássicas são as mais numerosas no tecido conjuntivo. No estado fresco estas fibras têm cor branca, conferindo esta cor aos tecidos nos quais predominam. A cor branda dos tendões deve-se à riqueza em fibras colágenas.
Estas fibras são birrefringentes, pois são constituídas por moléculas alongadas arranjadas paralelamente umas às outras. Desse modo, quando examinadas ao microscópio de polarização, entre filtros polaroides, as fibras colágenas aparecem brilhantes contra um fundo escuro. Alguns corantes ácidos compostos por moléculas alongadas, como, por exemplo, O Sirius red, são capazes de se ligar paralelamente a moléculas de colágeno intensificando consideravelmente a sua birrefringência normal, produzindo uma cor amarela forte. Devido a esta propriedade, o Sirius red é usado como um método específico para a detecção do colágeno.
Em alguns locais do organismo, as fibras de colágenos se organizam paralelamente umas às outras formando feixes de colágeno. As fibras colágenas são estruturas longas com percurso sinuoso e, por causa disto, suas características morfológicas são difíceis de serem estudadas em cortes histológicos. Para esta finalidade, um preparado histológico por distensão é mais conveniente. O mesentério é frequentemente utilizado para este propósito e, quando espalhado sobre uma lamina histológica, sua estrutura é suficientemente fina para ser atravessada pela luz. Este preparado pode ser corado e examinado diretamente ao microscópio sem precisar ser cortado em micrótomo. O mesentério consiste em uma porção central do tecido conjuntivo revestido em ambos os lados por um epitélio pavimentoso, o mesotélio. Nestes preparados, as fibras colágenas aparecem como estruturas cilíndricas, alongadas e tortuosas de comprimento indefinindo e com diâmetro que varia de 1 a 20 µm.
Ao microscópio de luz as fibras colágenas são basófilas e se coram em rosa pela eosina, em azul pelo tricromico de Mallory, em verde pelo tricromico de Masson e em vermelho pelo Sirius red. 

## Fibras Reticulares
As fibras reticulares são formadas predominantemente por colágeno do tipo III. Elas são extremamente finas, com um diâmetro entre 0,5 e 2 mm, e formam uma rede extensa em certos órgãos. Estas fibras não são visíveis em preparados corados pela hematoxilina-eosina (HE), mas podem ser facilmente coradas em cor preta por impregnação com sais de prata. Por causa de sua afinidade por sais de prata, estas fibras são chamadas de argirófilas.
As fibras reticulares também são PAS-positiva. Considera-se que tanto a positividade ao PAS quanto a argirofilia se devem ao alto conteúdo de cadeias de açúcar associadas a estas fibras. Fibras reticulares contêm 6-12% de hexoses, enquanto a fibra de colágeno contém apenas 1%. Estudos imunocitoquimicos e histoquimicos mostraram que as fibras reticulares são compostas principalmente de colágeno tipo III associado a elevado teor de glicoproteínas e proteoglicanos. Ao microscópio eletrônico exibem estriação transversal típica das fibras colágenas. São formadas por finas fibrilas frouxamente arranjadas, unidas por pontes provavelmente compostas de proteoglicanos e glicoproteínas. Devido ao seu pequeno diâmetro, as fibras reticulares se coram em verde pelo Sirius red quando observadas ao microscópio de polarização.
As fibras reticulares são particularmente abundantes em músculo liso, endoneuro e nas trabéculas dos órgãos hematopoéticos como o baço, nódulos linfáticos, medula óssea vermelha. As finas fibras reticulares constituem uma delicada rede ao redor de células de órgãos parenquimatosos como as glândulas endócrinas. O pequeno diâmetro e a disposição frouxa das fibras reticulares criam uma rede flexível em órgão que são sujeitos a mudanças fisiológicas de forma ou volume, como as artérias, baço, fígado, útero e camadas musculares do intestino. 

## Aplicação Médica
A síntese de colágeno depende da expressão de vários genes e vários eventos pós-translacionais. Não é, portanto, surpresa que um grande número de condições patológicas seja diretamente atribuída a uma síntese ineficiente ou anormal do colágeno.
A osteogênese imperfeita decorre da mutação nos genes da cadeia α1 (I) ou α2 (II), sendo que, em muitos casos, se deve à deleção total ou parcial do gene 1 (I). Entretanto, a troca de um único aminoácido, particularmente da glicina, é suficiente para causar certos tipos de doenças. Isto porque, para que a tríplice hélice se forme corretamente, o aminoácido glicina deve estar presente em cada terceira posição na cadeia polipeptídica. 
Além destas patologias, várias outras doenças resultam do acúmulo exagerado de colágeno nos tecidos. Na esclerose sistêmica progressiva, quase todos os órgãos podem apresentar um excessivo acúmulo de colágeno (fibrose). Isto ocorre principalmente na pele, trato digestivo, músculos e rins, causando grave transtorno funcional nos órgãos implicados. Outro tipo de fibrose é um espessamento localizado na pele, devido a um depósito excessivo de colágeno que se forma em cicatrizes da pele. Os queloides ocorrem com mais frequência em indivíduos da raça negra e são um problema muito difícil de ser resolvido clinicamente não só pela desfiguração que promovem, como também pelo fato de, quase sempre, reaparecem após serem removidos.

Deficiência em vitamina C leva ao escorbuto, doença caracterizada pela degeneração do tecido conjuntivo. Sem esta vitamina, os fibroblastos produzem um colágeno antigo. Este processo causa uma degeneração generalizada do tecido conjuntivo que se torna mais acentuada em áreas nas quais o colágeno deve ser renovado com mais frequência. O ligamento periodontal que fixa os dentes no osso alveolar apresenta uma renovação relativamente alta do colágeno; consequentemente, este ligamento é marcadamente afetado pelo escorbuto, o qual leva à perda dos dentes de pacientes afetados. O ácido ascórbico é o cofator para a enzima prolina hidroxilase, a qual é essencial para a síntese normal de colágeno.

## História
As estruturas moleculares e de empacotamento do colágeno iludiram cientistas durante décadas de pesquisa. A primeira evidência de que o colágeno possui uma estrutura regular em nível molecular foi apresentada em meados da década de 1930. A pesquisa então se concentrou na conformação do monômero de colágeno, produzindo vários modelos concorrentes, embora tratassem corretamente da conformação de cada cadeia peptídica individual. O modelo tríplice-helicoidal "Madras", proposto por G. N. Ramachandran em 1955, forneceu um modelo preciso da estrutura quaternária do colágeno. Esse modelo foi apoiado por estudos posteriores de maior resolução no final do século 20.

A estrutura de empacotamento do colágeno não foi definida com a mesma precisão fora dos tipos de colágeno fibrilar, embora seja há muito tempo conhecida como hexagonal. Assim como em sua estrutura monomérica, vários modelos conflitantes propõem que o arranjo de empacotamento das moléculas de colágeno é "laminar" ou microfibrilar. A estrutura microfibrilar das fibrilas de colágeno no tendão, córnea e cartilagem foi observada diretamente por microscopia eletrônica no final do século 20 e início do século 21. A estrutura microfibrilar do tendão da cauda de rato foi modelada como sendo a mais próxima da estrutura observada, embora tenha simplificado demais a progressão topológica das moléculas de colágeno vizinhas, e assim não previu a conformação correta do arranjo pentamérico descontínuo D-periódico denominado microfibrila.